# Be with you.
「be with you.」（ビー・ウィズ・ユー）は、BoAの26枚目のシングル。

## 解説
- 表題曲、カップリングともにバラードの「Spring Ballad Single」。
- 1週間後にリリースされた6thアルバム『THE FACE』の先行シングル。そのため、表題曲「be with you.」のミュージッククリップは本作に収録せず、アルバム『THE FACE』に収録された。
- 初回盤のみボーナストラック「be with you. （spring acoustic mix）」 収録。

## 収録曲

### CD
1. be with you.
作詞：Satomi／作曲・編曲：h-wonder
  - 松竹配給映画『犬と私の10の約束』主題歌
2. precious
作詞：園田凌士／作曲：原一博／編曲：春川仁志
3. be with you.（spring acoustic mix）（初回盤のみ）
4. be with you.（Instrumental）
5. precious（Instrumental）

### CD EXTRA
- 「THE FACE」Special Digest Movie

### DVD （TSUTAYA限定レンタル盤のみ）
- 「THE FACE」Special Digest Movie（Long Version）